# Stanisław Sochaj
Stanisław Sochaj (ur. 23 listopada 1935 w Lesie Dębowym) – polski polityk, poseł na Sejm PRL IX kadencji, wojewoda lubelski w latach 1988–1990.

## Życiorys
W 1959 uzyskał tytuł zawodowy magistra inżyniera rolnictwa w Wyższej Szkole Rolniczej w Lublinie, wstąpił do Zjednoczonego Stronnictwa Ludowego i został instruktorem w Prezydium Wojewódzkiej Rady Narodowej w Lublinie, gdzie od 1962 był kierownikiem Oddziału Produkcji Rolnej. Pełnił funkcję wiceprezesa Wojewódzkiego Związku Kółek Rolniczych w Lublinie w latach 1964–1971, następnie do 1973 wiceprezesa i prezesa Wojewódzkiego Komitetu ZSL w Lublinie. Zasiadał w lubelskiej WRN. Był też wiceprzewodniczącym Zarządu Wojewódzkiego Towarzystwa Przyjaźni Polsko-Radzieckiej oraz wiceprezesem ZW Ochotniczej Straży Pożarnej. W latach 1975–1982 był wicewojewodą lubelskim. Od 1985 do 1989 pełnił mandat posła na Sejm PRL IX kadencji w okręgu lubelskim, zasiadając w Komisji Transportu, Żeglugi i Łączności. Od 14 maja 1988 do 13 września 1990 był wojewodą lubelskim.

## Odznaczenia
- Krzyż Kawalerski Orderu Odrodzenia Polski
- Złoty Krzyż Zasługi
- Medal 30-lecia Polski Ludowej
- Medal 40-lecia Polski Ludowej
- Srebrny Medal „Za zasługi dla obronności kraju”
- Brązowy Medal Za zasługi dla obronności kraju
- Medal Komisji Edukacji Narodowej